# Reformkor
A reformkor (1825–1848) elnevezés a fejlődésben Nyugat-Európa mintaadó államaihoz (elsősorban Angliához és Franciaországhoz) képest lemaradt magyar társadalomban végbemenő újítási, modernizációs szándékra utal. A reformkor idején számtalan szociális, gazdasági, kulturális vívmány született, elsődlegesen: a jobbágykérdés rendezése, a modern ipar megteremtése, a Himnusz és egyéb nemzeti összetartozást kifejező költemények, valamint a polgári átalakulás útjában álló akadályok elhárítása. Mindezek alapkövei lettek az öntudatra ébredő nemzet újkori történelmének, s elvezettek a modern, polgári Magyarország megteremtéséhez.
Főbb kezdeményezői: Széchenyi István, „a legnagyobb magyar”; Kossuth Lajos; Wesselényi Miklós, „az árvízi hajós” és Deák Ferenc, „a haza bölcse”.

## Előzmény

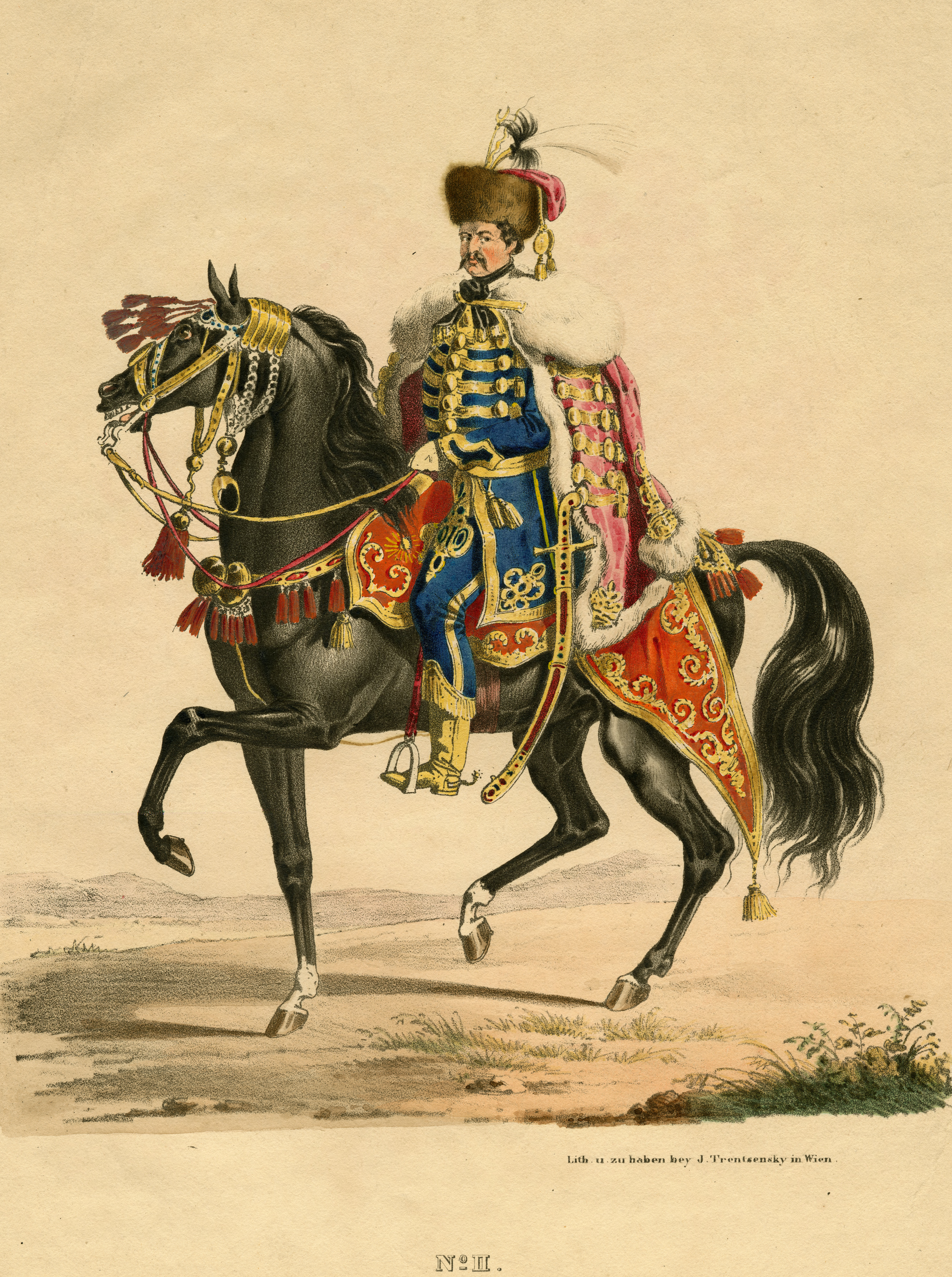
Magyar mágnás 1830 körül

A nemzeti ébredés. II. József halála után a végrehajtó hatalom a köznemesség befolyása alatt álló megyék kezébe került. Az uralkodó a birodalom érdekeit szem előtt tartó rendeleteit (mintegy hatezret) visszavonta halálos ágyán, a türelmi rendelet, a nem hasznos munkát folytató szerzetesrendek betiltása és a jobbágyrendelet kivételével. Halála után az országon egyfajta eufória lett úrrá, a magyar nyelv, ruházat, zene, tánc új virágkora köszöntött be. A magyar nyelv középiskolai tanítását törvénnyel írták elő, magyar színtársulatok alakultak. S bár a napóleoni háborúk alatt a nemesség érdekegyezés miatt támogatta az uralkodó dinasztiát (a hosszú háborúban anyagilag jól jártak), hamar kiderült, hogy a Habsburg-abszolutizmus csak addig partnere a magyarságnak, amíg szüksége van rá. A háborúk lezárása után az udvar pénzrontást hajtott végre, majd a tiltakozó rendi országgyűlést berekesztette, s hosszú évekig össze sem hívta. A modernizáció hívei számára az első lehetőség az 1825-1827-es reformországgyűlésen adódott.

## Reform a reformkorban
A reform a gazdaság, a társadalom megváltoztatására, átalakítására irányuló törekvés, melyet rendeletek vagy törvények segítségével valósítanak meg. Magyarországon a művészek és tudósok is jelentős szerepet vállaltak a reformtörekvésekben. Ebben a politikai vitáktól hangos korszakban nagy történelmi személyiségek emelkedtek ki, akik irányt szabtak az eseményeknek. Ez a változásokat hozó, 1830-tól az 1848-as forradalomig tartó történelmi, politikai és művelődéstörténeti időszak volt a reformkor.

## Jelentős személyiségek

### Széchenyi István
A reformkor első szakaszának legmeghatározóbb személyisége gróf Széchenyi István volt. Az arisztokrata származású Széchenyi életének kezdeti, bohém időszaka után megcsömörlött arisztokrata társainak hedonista gondolkodásmódjától, s nagy lendülettel vetette bele magát az ország modernizálásának folyamatába. Angliai utazásai során szerzett tapasztalatai meghatározóak voltak későbbi tevékenységében. Az 1825–1827-es első reformországgyűlésen birtokai egyéves jövedelmét ajánlotta fel egy, a magyar nyelvet felkaroló szervezet, a Magyar Tudományos Akadémia megalapítására. Személyes tapasztalatai alapján világosan felismerte, hogy a feudális maradványok, például a nemesi birtok elidegeníthetetlensége a legfőbb gátjai a modernizációnak, ezek felszámolására 1830-as Hitel című munkájában összefüggő reformprogramot adott. A rendkívül népszerű könyvet leghevesebben Dessewffy József támadta a Hitel című munka taglalatja 1831-es kiadványában, melyre Széchenyi a Világ elnevezésű munkájában válaszolt. 1831-ben a Felvidéken kitört a kolerafelkelés, amely arra késztette Széchenyit, hogy reformprogramját sűrítve tárja a nyilvánosság elé Stádium című könyvében. Programjának pontjai:
1. hitelképesség
2. az ősiség eltörlése
3. a fiscalitas  (háramlási jog) megszüntetése
4. jus proprietatis, a birtokbírhatás joga (nem nemes is rendelkezhessen földdel)
5. törvény előtti egyenlőség
6. törvényes pártvéd
7. részleges közteherviselés (idomzat szerint, a házi pénztárba - vármegye költségei)
8. vadvízek szabályozása, utak készítése, a belvámok Országgyűlési hatáskörbe tartozzanak
9. monopóliumok, céhek, hatósági árszabás (limitatio) eltörlése
10. 1835-től csak a magyar nyelven írott törvények, szerződések legyenek kötelezőek
11. a Helytartó Tanács hatalmának fenntartása, a birodalmi egység végett
12. a nyilvánosság (az országgyűlés üléseinek nyilvánossága).

Széchenyi élen járt elméleti munkássága gyakorlati megvalósításában. A Vaskaput hajózhatóvá tette, irányította a Tisza-szabályozás előkészületeit. Kezdeményezte a dunai gőzhajózást, hajógyárat és téli kikötőt létesített. Az első gőzzel hajtott hengermalom megépíttetése mellett a selyemhernyó-tenyésztést is népszerűsítette. Ő építtette a Lánchidat is. A vasútvonalak létesítését minden erejével előmozdítani igyekezett. Az ipari, közlekedési fejlesztései mellett egyfajta „civilizátor” szerepét is magára vállalta: meghonosította a lóversenyzést, a cassinót, de még a rendszeres fürdés szokását is. Az 1820-as, 1830-as évek kétségtelenül Széchenyi évei voltak. Hosszútávú programjában szerepelt a jobbágyfelszabadítás is, ám ő ezt lassan, a fejlődéssel együtt képzelte el, ennek a pontos módját nem is fejtette ki.

### Kossuth Lajos
Az 1830-as évektől fellépő Kossuth Lajosnak volt a legnagyobb szerepe az országos közvélemény alakításában és a nyilvánosság megteremtésében. Országgyűlési Tudósítások című lapjával igyekezett megnyerni az ország politizáló nemességét a reformok számára. Miután bebörtönözték, fogságában angol nyelvet és közgazdaságtant tanult. Igazán jelentős szerephez kiszabadulása, az udvar megváltozott taktikája után jutott: 1841 januárjától főszerkesztője lett az akkoriban induló Pesti Hírlapnak. Ez a napilap, habár erős cenzúra alá esett, Kossuth zsenialitásának köszönhetően mégis képes volt sorra venni és kitárgyalni a korabeli Magyarország minden égető politikai, szociális, gazdasági problémáját, megteremtve ezzel a modern magyar újságírást. Népszerűségére jellemző, hogy a kezdetben 60 példányban kiadott lap rövidesen elérte a 4000-es példányszámot. Reformprogramját is ebben fejtette ki, amely a jobbágykérdésben kötelező, államilag támogatott örökváltságot irányzott elő, célul tűzte ki a nemesség megadóztatásával a közteherviselés bevezetését, valamint a politikai szabadságjogok megteremtését, a népképviseletet. Programjában már a polgári tulajdonviszonyok és a politikai egyenlőség megvalósítása körvonalazódott. Ezek megvalósítását, Széchenyi arisztokrata-vezetésű terveivel szemben, a középnemességtől remélte. S bár 1844-ben megfosztották a Pesti Hírlaptól, tovább folytatta küzdelmét: Védegyletet alapított a magyar ipar védelmére.

### Wesselényi Miklós
Az „árvízi hajós”, „a legelső magyar ifjú” az erdélyi reformkor fő alakja és a nemesi reformmozgalom Széchenyi mellett legjelentősebb elindítója Wesselényi Miklós báró volt. A jobbágyfelszabadítás melletti szenvedélyes, őszinte érvelése gyakran kimozdította az országgyűlési vitákat a holtpontról. A Balítéletek című művében hangsúlyozza a nemesség és jobbágyság közti viszony rendezését. Egy másik politikai tárgyú írásában óvatosságra hívja fel a nyelvészek figyelmét, Erdély nemzetiségi összetételére gondolván. Az 1837-es erdélyi országgyűlésen a Béccsel szembeni ellenzék jelentős sikert ér el: nem választják meg gubernátornak a Habsburgok által támogatott jelöltet. 1847-től Erdélyben is a magyar váltotta fel a latint hivatalos nyelvként. Szintén ebben az évben az erdélyi országgyűlés is dönt az úrbéri kérdés rendezéséről, vagyis a jobbágyok és nemesek közti földmegosztásról. Kedvezőtlenebb az erdélyi jobbágyok földhöz jutása, mint Magyarországon, mivel itt jóval kisebbek voltak a jobbágytelkek. Az ebből fakadó elégedetlenség 1848-ban robbanáshoz fog vezetni.

### Batthyány Lajos
Batthyány Lajos az országos politikában az 1839–1840-es országgyűléstől kezdve vett részt mint a főrendi ellenzék vezére, később az ellenzék egészének meghatározó alakjává vált. Az 1847. március 15-i országos ellenzéki konferencián ő elnökölt, az ekkor létrejövő Ellenzéki Párt által kibocsátott körlevelet is ő írta alá.
Eleinte maradéktalanul osztotta Széchenyi István gróf gazdasági és politikai nézeteit is. Már a harmincas évek elején azok közt volt, akik kezdeményezték a lónemesítést, majd lóversenyek rendezésével serkentették az állattenyésztést, lerakva ezzel a magyar gazdasági egyesület alapjait. Ugyancsak Széchenyi példájára felkarolta a selyemhernyó-tenyésztést is, és ehhez több mint 50 000 eperfát ültetett birtokán. Ez idő tájt alakult meg az ő közreműködésével a Vas vármegyei szombathelyi gazdasági egyesület, 1843-ban pedig az ő elnöksége alatt a cukorgyár-egylet.
Eleinte abban is egyetértett Széchenyivel, hogy a reformmozgalmat a főnemeseknek, az arisztokratáknak kell vezetniük, ám programja a köznemesség határozottabb reformelképzeléseihez állt közelebb, ezért Széchenyi és Kossuth 1841-től éleződő vitájában kerülte a határozott állásfoglalást. Kossuthtal az Iparegyesület elnökeként és más gazdasági egyesületek vezetőjeként 1843-ban került kapcsolatba, és együttműködésük mind szorosabbá vált.
Az 1843–1844-es országgyűlésen már nemcsak a főrendi, de az egész országgyűlési szabadelvű ellenzék vezéralakja volt; a főrendi naplókban mintegy 200 felszólalását rögzítették. Abszolutista bel- és külpolitikájáért élesen bírálta a bécsi kormányzatot.
Az országgyűlés bezárása után Pestre költözött, és 1845-ben az ellenzék központi választmányának elnökévé választották. Aktív szerepet vállalt újabb gazdasági egyesületekben (Magyar Kereskedelmi Társaság, Magyar Cukorgyár Egyesület), majd a Védegylet szervezésében (ennek elnöke távoli rokona, Batthyány Kázmér gróf lett). 1846-tól legfőbb törekvése az ellenzék egységesítése, egy párt szervezése, programjának kidolgozása lett. Az Ellenzéki Párt 1847. március 15-én alakult meg, és első elnökévé Batthyány Lajost választották.
Kossuth döntően neki (erkölcsi és anyagi támogatásának) köszönhette, hogy az 1847-es országgyűlésre Pest megyei követté választották; ezután a főrendi házban Batthyány és az alsóházban Kossuth lett az ellenzék vezére.

### Kölcsey Ferenc
A költő Kölcsey Ferenc államférfiként is aktív szerepet vállalt a reformkor folyamán: az 1832-1836-os országgyűlésen szatmári követként az örökváltság ügyében mondott szenvedélyes beszédével hívta fel magára a figyelmet. Az örökváltság alatt a liberális követek egy olyan megoldást értettek a jobbágykérdésre, amely szerint a jobbágyok, földesurukkal egyezkedve pénzzel örökre megváltják személyüket, és telküket is, mely így szabad, polgári tulajdonná alakul át. A konzervatívok előretörése azonban ezt a kezdeményezést – akkor – még keresztülhúzta. Mivel a megyék képviselői akkoriban nem rendelkeztek a maihoz hasonló, képviselőket megillető döntési szabadsággal, a követutasítás szerint kellett eljárniuk. Mikor Kölcsey is konzervatív követutasítást kapott, lemondott és visszavonult az aktív közélettől. Himnusza azonban spontán módon a magyarság legfőbb nemzeti költeményévé vált.

### Deák Ferenc
Deák Ferenc 1833-ban jelent meg a politikai porondon. Éles logikája és taktikai érzéke voltak azok a tulajdonságai, amelyek a reformfolyamatokért folytatott politikai küzdelem egyik főszereplőjévé tették. 1847-es visszavonulásáig Kossuthtal együtt szellemi vezére volt a reformerek országgyűlési táborának. 1848-ban a forradalmi kormány (Batthyány-kormány) igazságügyi minisztere volt. Reformkor után is fontos politikus maradt. Politikai éleslátásának köszönhetően ,,a haza bölcse" címet kapta időskorára.

### Lovassy László és az országgyűlési ifjak
A reformpárti vezérszónokok legszűkebb támogatói körét az országgyűlési ifjak jelentették. Ezeknek vezetője Lovassy László volt. A túlnyomó  részben jogi pályára készülő középnemesi ifjak körében egyébként is hódított a liberalizmus eszmerendszere, s mivel az ügyvédi vizsga követelményei között szerepelt az országgyűlések látogatása is, a reformeszmékkel itt első kézből ismerkedhettek meg. Szűk körű vitaegyleteket alapítottak. Vezetőjük, Lovassy később egyike lett azoknak, akikre lecsapott a kormány: 10 éves várbörtönbüntetése alatt megőrült. Az országgyűlési ifjak azonban 1848 politizáló, liberális nemzedékévé nőtték ki magukat.

## A reformokról pro és kontra

### Kossuth és Széchenyi vitája
A reformkor célkitűzéseinek megvalósítása felvetette az ezekhez vezető út, a módszerek megválasztásának kérdését is. A módszerekben, a bécsi udvarral szemben követett reformpolitika kérdésében nem volt egyetértés a reformok mellett elkötelezett jelentős személyiségek között sem. A reformerek között lévő mély világnézeti, politikai szakadék legmarkánsabban Kossuth és Széchenyi vitájában mutatkozott meg. Széchenyi, arisztokrata származású lévén, Magyarország felemelkedését saját osztálya, az arisztokrácia felemelésével együtt és vezetésével képzelte el. Ausztria és Magyarország történelmileg kialakult közösségét adottnak és megváltoztathatatlannak tekintette, élesen ellenezte a függetlenségi törekvéseket. Kossuth ezzel szemben független nemzeti államot akart, vagy legalábbis egy, a Habsburg birodalmon belüli gazdasági és politikai magyar különállást. A reformfolyamat társadalmi levezetésének kérdésében is ellentmondva Széchenyinek, azt hirdette, hogy a nemesség egyedül, az egész nemzet támogatása nélkül semmiképpen sem képes a modern, polgári hazát és ennek társadalmát megteremteni. Széchenyi, aki Wesselényivel ifjan kötött barátságát már régebben megszakította, Kossuthnak a Pesti Hírlapban publikált nézetei ellen a Kelet Népe című vitairat kiadásával tiltakozott. Az ország közvéleménye és a reformerek azonban ekkorra már Széchenyi reformjait kevesellték, s Kossuth mellé álltak. Széchenyi elszigetelődött, így azt a szellemi vezetői szerepet, amelyet az 1830-as években még ő töltött be, az 1840-es évektől már Kossuth vette át. A reformfolyamat fő csapásiránya radikálisabb formát öltött.

### A nemzeti radikálisok
A Kossuth-féle irányvonalat is keveslő nemzeti radikálisok már csak a reformkor végén jutottak szerephez, s meghatározó tevékenységük is inkább már az 1848-as forradalom és szabadságharc megindításához köthető. Azonban e helyt is megemlítendők, mivel ha közvetlen politikai befolyással nem is rendelkeztek, a kor politikusainak az idő haladtával egyre inkább számolniuk kellett velük, akárcsak az elégedetlen jobbágytömegekkel. Nyomásgyakorlásuk a korszak végén többször kimozdította a vitát a holtpontról. Kiemelkedő képviselőik Petőfi Sándor költő, Vasvári Pál történész és a jobbágy származású Táncsics Mihály író voltak. Gyökeres változtatásokat, örökváltság nélküli jobbágyfelszabadítást követeltek, nem riadva vissza a forradalmi eszközöktől sem. Táncsics így ír programjáról: „A földbirtok-tulajdonnak a legfőbb és egyetlen bizonysága a mívelés, ki azt míveli, az mondhatja csak igazán övének. A föld tehát mienk, kik míveljük, következésképpen érte megváltási díjjal igazságosan nem tartozunk. És ha ti nem akarjátok ez igazságot törvényben kimondani, majd a szükségtől kényszerítve mi fogjuk kikiáltani…”

### A konzervatív ellenzék
A reformokat kezdettől fogva a konzervatív feudális ellenzék és az őket támogató bécsi udvar hagyományhű ellenállásával szemben kellett kivívni. A reformmozgalmak legfőbb gátolói a kezdeti időszakban Metternich kormánya és I. Ferenc király voltak. 1835-től Metternich terrorral próbálta megtörni a reformfolyamatokat: Lovassyt, Kossuthot, Wesselényit bebörtönözték. Később, az udvari konzervativizmus kudarca után Dessewffy Aurél gróf, fiatal arisztokrata magukat „fontolva haladóknak” nevező konzervatív pártot szervezett. Ekkoriban, az 1830-as évek végén az ultrakonzervativizmus már nem volt népszerű, a reformerek sikerei nyomán a „haladókkal” szemben a „maradiság” pejoratív jelzővé vált, ebből következett Dessewffy pártjának névválasztása és taktikája is. A reformerek néhány javaslatát kisajátítva és erősen felhígítva igyekezett az ingadozókat megnyerni, s így a reformerek táborát gyengíteni.

## Fontos események
- Az 1825–27-es pozsonyi országgyűlés. A reformküzdelem megindítása ehhez az egyébként még csak szerény eredményeket hozó országgyűléshez köthető. Széchenyi egy egész évi jövedelmét ajánlotta fel a Magyar Tudományos Akadémia megalapítására.
- Az 1832–36-os pozsonyi országgyűlés.
- A Védegylet.
- A Pesti Hírlap.
- A Lánchíd megépítése

## Eredményei

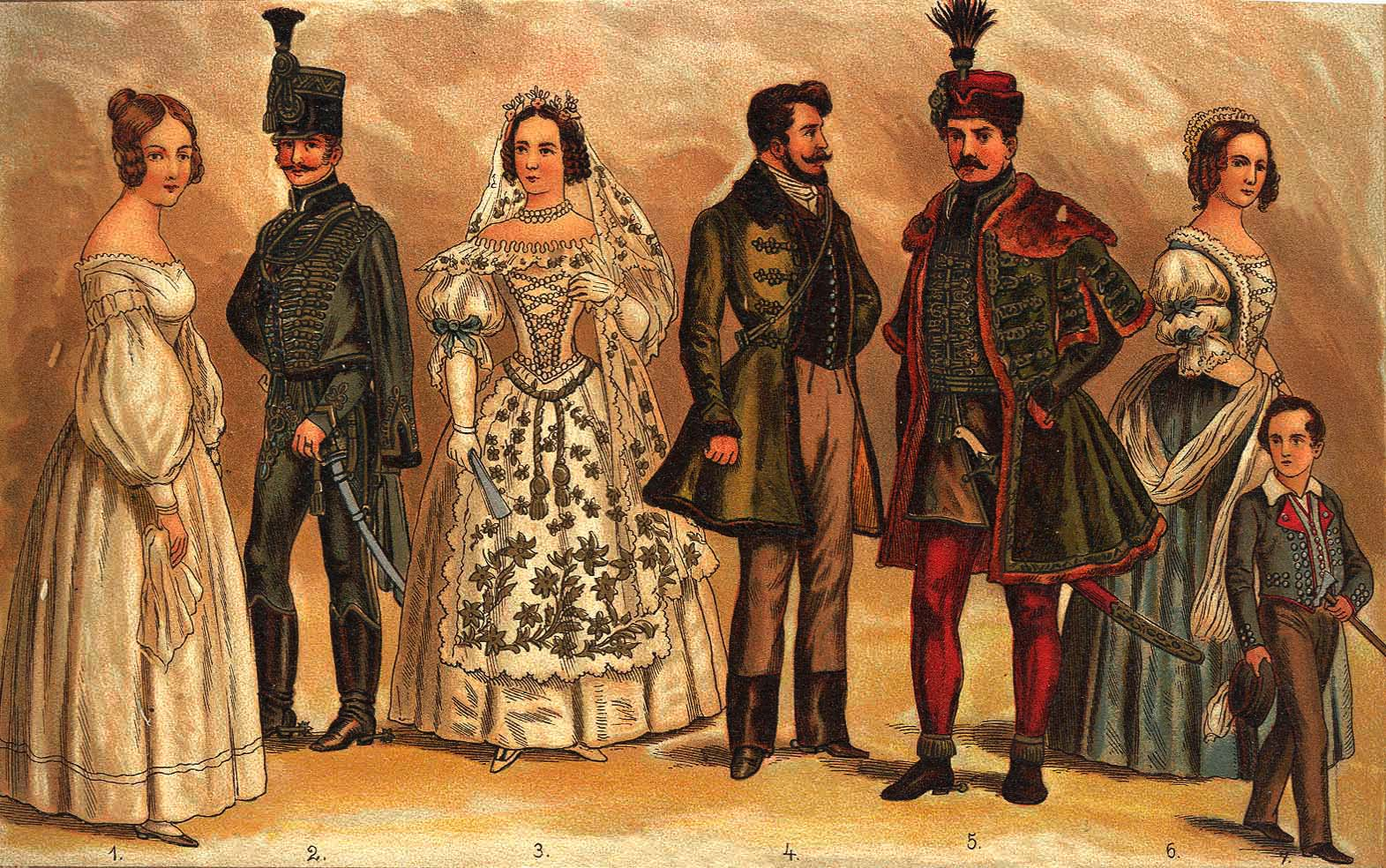
Reformkori viseletek

A reformkor végére megvalósult a felzárkózás Európához, a polgári Magyarország alapjainak lerakása. Az ebben a korszakban megteremtett gazdasági erő, nemzeti érdekegyesítés és a jobbágykérdés rendezése nélkül az ország nem vállalkozhatott volna 1848-1849-es szabadságküzdelmére. Különlegesen kiemelkedő jelentőségű a nemesség kezdeményező szerepe a reformok elindításában és kiváltságaik önkéntes feladása: ez azzal a különleges eredménnyel járt, hogy a jobbágyság nagy tömegei nálunk nem fordultak fegyveresen szembe földesuraikkal szabadságjogaik kivívása érdekében, mint más országokban történt, hanem a nemességgel érdekszövetségben kapcsolódtak be a nemzet ügyének szolgálatába. Ennek igazi jelentősége később, a szabadságharc idején mutatkozott meg: a reformkorban létrehozott ipar, gazdaság és a széles jobbágytömegek támogatása miatt volt Magyarország az egyetlen ország, amely még akkor is képes volt a feudális monarchiákkal szemben támadólag fellépni és győzni, mikor az 1848-as európai szabadságküzdelmek többi nemzeti forradalmai már fegyverletételre kényszerültek.

## Kapcsolódó szócikk
- A Hídember